# باقرتپه (یوسف‌علی)
باقرتپه (به ترکی استانبولی: Bakırtepe) یک منطقهٔ مسکونی در ترکیه است که در یوسف‌علی واقع شده‌است. باقرتپه ۱۱۶ نفر جمعیت دارد.